# Monte Abraão
Monte Abraão é uma localidade do Município de Sintra situada entre Cidade de Queluz (na atual Freguesia de Queluz e Belas) e a localidade de Massamá, e que foi sede da extinta Freguesia de Monte Abraão, freguesia que tinha 1,89 km² de área, 20 809 residentes (2011), e, por isso, uma densidade populacional de 11 010,1 h/km², o que fazia dela uma das de maior densidade populacional do país. 
Pela Lei n.º 11-A/2013 de 28 de janeiro, imposta pelo memorando da Troika, esta freguesia foi agregada à de Massamá, após a posse dos novos dirigentes autárquicos que escolheram o novo nome da futura freguesia. Assim, em 2013, no âmbito da reforma administrativa foi anexada à freguesia de Massamá, criando-se a União de Freguesias de Massamá e Monte Abraão.
A localidade tem  fáceis acessos, tanto pelo IC19 como através da Amadora, Belas ou Cacém. 

## População
| População da freguesia de Monte Abraão | População da freguesia de Monte Abraão | População da freguesia de Monte Abraão | População da freguesia de Monte Abraão | População da freguesia de Monte Abraão | População da freguesia de Monte Abraão | População da freguesia de Monte Abraão | População da freguesia de Monte Abraão | População da freguesia de Monte Abraão | População da freguesia de Monte Abraão | População da freguesia de Monte Abraão | População da freguesia de Monte Abraão | População da freguesia de Monte Abraão | População da freguesia de Monte Abraão | População da freguesia de Monte Abraão |
| -------------------------------------- | -------------------------------------- | -------------------------------------- | -------------------------------------- | -------------------------------------- | -------------------------------------- | -------------------------------------- | -------------------------------------- | -------------------------------------- | -------------------------------------- | -------------------------------------- | -------------------------------------- | -------------------------------------- | -------------------------------------- | -------------------------------------- |
| 1864                                   | 1878                                   | 1890                                   | 1900                                   | 1911                                   | 1920                                   | 1930                                   | 1940                                   | 1950                                   | 1960                                   | 1970                                   | 1981                                   | 1991                                   | 2001                                   | 2011                                   |
|                                        |                                        |                                        |                                        |                                        |                                        |                                        |                                        |                                        |                                        |                                        |                                        |                                        | 22 041                                 | 20 809                                 |

Criada pel a Lei n.o 36/97  , de 12 de Julho, com lugares desanexados da freguesia de Queluz

## Património
A Anta do Monte Abraão é constituída por uma câmara com 3,6 metros de diâmetro, assente na rocha, restado seis esteios e o chapéu, há muito tempo caído, e um corredor com 2 x 8 metros, orientado a Este.
Constitui a anta mais bem conservada de toda a região de Sintra, e aquela que tem talvez um acesso mais fácil em termos de visitas. Uma característica deste monumento funerário é que as pedras usadas na sua construção são dos arredores, não tendo sido aproveitadas as existentes no local (que ainda abundam, na pedreira ainda existente naquele local).
O solo também terraplanado foi preparado para a edificação do dólmen. Do seu espólio faz parte uma indústria lítica variada, constituída por placas de xisto, cilindros de calcário, pontas de seta, etc., alguma cerâmica e ossadas humanas.
Parte destes materiais encontra-se no Museu dos Serviços Geológicos de Portugal. É classificada como Monumento Nacional por Decreto de 16/6/1910, DG 136 de 23 de Junho de 1910.
O acesso faz-se pelo centro de Monte Abraão, subindo ao cume do monte. Fica a cerca de 200 metros a norte do marco geodésico, junto a uma pedreira abandonada.

## Habitantes Ilustres
Viveu no Monte Abraão o poeta português Ruy Belo, onde faleceu.
Viveu em Monte Abraão o Visconde Engº Francisco Lancastre de Almeida Garrett, onde faleceu. Grande benemérito desta localidade, doou vários terrenos para equipamentos sociais. Nesses terrenos foram construídas: a Igreja de Nossa Senhora da Fé, a Estação da CP de Monte Abraão, a Escola EB1 nº 1 de Queluz (Monte Abraão)e a a Escola EB 2.3 Ruy Belo. Existe ainda um terreno onde irá ser construído o Centro Comunitário de Monte Abraão (Bairro dos Desalojados).

## Resenha História
Existem aqui antas que terão entre 4 600 a 4 100 anos, testemunhando o povoamento deste local desde tempos pré-históricos. Porém durante o Séc. V da nossa era, Roma determinava a destruição de todas as edificações pagãs detectadas. Entre elas, os dolmens. Pensa-se que é por isso, que muitas mesas se encontram arreadas, que noutros locais houve obstrução de acessos e que em outros ainda, os referidos monumentos foram encimados com cruzes.